# Epicerynea goniosema
Epicerynea goniosema är en fjärilsart som beskrevs av George Francis Hampson 1914. Epicerynea goniosema ingår i släktet Epicerynea och familjen nattflyn. Inga underarter finns listade i Catalogue of Life.